# بوآناماری
بوآناماری (به لاتین: Boanamary) یک منطقهٔ مسکونی در ماداگاسکار است که در ماهاجانگا دوم (بخش) واقع شده است. بوآناماری ۱۰٬۰۰۰ نفر جمعیت دارد و ۱۷ متر بالاتر از سطح دریا واقع شده است.